# 中国共产党第十五届中央委员会委员列表
中国共产党第十五次全国代表大会于1997年9月12日至18日在北京召开。大会选举产生了193名中国共产党第十五届中央委员会委员。

## 委员列表
（以下按姓氏的简体中文笔画排列）
丁文昌、丁关根、于永波（满族）、马忠臣、王克、王云坤、王乐泉、王兆国、王茂林、王茂润、王忠禹、王洛林、王梦奎、王瑞林、云布龙（蒙古族，2000年6月逝世）、毛如柏、方祖岐、石云生、卢荣景、卢瑞华、叶连松、田凤山、田成平、田纪云、白立忱（回族）、白恩培、令狐安、包叙定、司马义·艾买提（维吾尔族）、邢世忠、回良玉（回族）、朱丽兰（女）、朱育理、朱镕基、伍绍祖、华国锋、多吉才让（藏族）、刘江、刘淇、刘云山、刘方仁、刘书田、刘仲藜、刘华秋、刘纪原、刘明祖、刘忠德、刘顺尧、刘剑锋、刘精松、江泽民、孙英、孙文盛、孙家正、杜青林、杜铁环、李鹏、李长春、李兆焯（壮族）、李克强、李岚清、李良辉、李金华、李泽民、李建国、李春亭、李贵鲜、李铁映、李继耐、李盛霖、李瑞环、李新良、李德洙（朝鲜族）、杨正午（土家族）、杨怀庆、杨国屏、杨国梁、肖扬、吴仪（女）、吴邦国、吴亦侠（1998年9月逝世）、吴官正、吴基传、何勇、何椿霖、汪啸风、宋健、宋宝瑞、宋瑞祥、宋德福、迟浩田、张工、张丁华、张万年、张文岳、张文康、张立昌、张志坚、张国光、张思卿、张俊九、张维庆、张福森、张德江、张德邻、阿不来提·阿不都热西提（维吾尔族）、陈云林、陈邦柱、陈至立（女）、陈光毅、陈明义、陈奎元、陈炳德、陈焕友、陈耀邦、邵华泽、林丽韫（女）、羅幹、周子玉、周永康、周光召、周坤仁、郑必坚、郑斯林、项怀诚、郝建秀（女）、胡富国、胡锦涛、钮茂生（满族）、俞正声、闻世震、姜春云、姜恩柱、姜福堂、洪虎、贺国强、热地（藏族）、桂世镛、贾庆林、贾志杰、贾春旺、顾秀莲（女）、柴松岳、钱其琛、钱国梁、钱树根、倪志福、徐才厚、徐永清、徐匡迪、徐有芳、高严、郭东坡、郭伯雄、郭超人（2000年6月逝世）、唐天标、唐家璇、陶伯钧、陶驷驹、黄菊、黄启璪（女，2000年12月逝世）、黄镇东、曹刚川、曹伯纯、盛华仁、阎海旺、梁光烈、尉健行、隋明太、隗福临（满族）、彭珮云（女）、蒋祝平、韩杼滨、程安东、程维高、傅全有、傅志寰、舒圣佑、舒惠国、曾庆红、曾培炎、温宗仁、温家宝、谢非（1999年10月逝世）、谢世杰、蒲海清、雷鸣球、路甬祥、廖晖、廖锡龙、滕文生、戴秉国（土家族）、戴相龙

## 遞補委員
1998年10月中共十五屆三中全會遞補
- 欧泽高（藏族）

2000年10月中共十五屆五中全會遞補
- 岳海岩、黃智權、王正福（苗族）

2001年9月中共十五屆六中全會遞補
- 汤洪高